# Cleome allamanii
Cleome allamanii är en paradisblomsterväxtart som beskrevs av Emilio Chiovenda. Cleome allamanii ingår i släktet paradisblomstersläktet, och familjen paradisblomsterväxter. Inga underarter finns listade i Catalogue of Life.